# Пендзево
Пендзево (пол. Pędzewo) — село в Польщі, у гміні Злавесь-Велика Торунського повіту Куявсько-Поморського воєводства.
Населення — 597 осіб (2011).
У 1975-1998 роках село належало до Торунського воєводства.

## Демографія
Демографічна структура станом на 31 березня 2011 року:
|          | Загалом | Допрацездатний вік | Працездатний вік | Постпрацездатний вік |
| -------- | ------- | ------------------ | ---------------- | -------------------- |
| Чоловіки | 311     | 73                 | 215              | 23                   |
| Жінки    | 286     | 61                 | 171              | 54                   |
| Разом    | 597     | 134                | 386              | 77                   |